# Никола Глики
Никола Глики или Николаос Гликис (грч. Νικόλαος Γλυκύς) je штампар, који је радио у Венецији од 1647. године. У почетку се бавио трговином, а 28. новембра 1670. године купио је штампарију Орсино Албрици, стичући право објављивања најважнијих наслова на грчком језику. 
Године 1755. његову штампарију је купио Димитрије Теодосије и почео да штампа књиге на руској ћирилици.